# Loon-Plage
Loon-Plage település Franciaországban, Nord megyében. Lakosainak száma 5995 fő (2022. január 1.). Loon-Plage Dunkerque, Gravelines, Brouckerque és Craywick községekkel határos.

## Népesség
A település népességének változása:
| Lakosok száma | 6314 | 6225 | 6287 | 6193 | 6139 | 6085 | 6083 | 6039 | 5995 |
|               | 2013 | 2015 | 2016 | 2017 | 2018 | 2019 | 2020 | 2021 | 2022 |